# 越南政黨列表
越南社会主义共和国是奉行民主集中制的马克思列宁主义一党专政国家。越南国内只有越南共产党一个合法政党。

## 活動中的合法政黨
- 越南共產黨

## 已解散的合法政黨
- 越南社會黨
- 勤勞人位革命黨
- 國家社會民主陣線

## 活動中的非法政黨
- 8406集团
- 越南國民黨
- 大越國民黨
- 越南民主黨
- 越南人民行動黨
- 越南更新革命黨
- 越南民族黨
- 越南民主聯盟